# Witch Vomit
Witch Vomit — американская дэт-метал-группа, основанная в 2012 году из Портленда (Орегон). Коллектив выпустил три студийных альбома: A Scream from the Tomb Below (2016), Buried Deep in a Bottomless Grave (2019) и Funeral Sanctum (2024).

## История
Witch Vomit был основан в 2012 году в Портленде (штат Орегон).
Дебютный студийный альбом A Scream from the Tomb Below вышел в 2016 году.
30 июня 2017 года был выпущен мини-альбом Poisoned Blood, получивший положительные оценки от музыкальных критиков.
Второй полноформатный альбом Buried Deep in a Bottomless Grave вышел 30 августа 2019 года и был положительно принят критиками. Запись и сведение выполнил Эван Мерски, известный по работе с Mortiferum, Mournful Congregation и Triumvir Foul, мастеринг — Дэн Ренделл, ранее сотрудничавший с Noothgrush, Ghoul и Sodom. В сентябре того же года Witch Vomit выступили на фестивале Eliminator Fest 2019 в Сиэтле (штат Вашингтон). В августе 2020 года они отыграли на Migration Fest 2020, проводимом под эгидой лейблов 20 Buck Spin и Gilead Media в Питтсбурге.
18 июня 2021 года группа выпустила EP Abhorrent Rapture. Технический персонал не изменился с прошлого релиза: за запись и сведение отвечал Эван Мерски, а мастерингом занялся Дэн Ренделл. Критики положительно оценили релиз.
16 февраля 2024 года Witch Vomit выпустили сингл «Blood of Abomination», а 13 марта вышел второй — «Black Wings of Desolation». 5 апреля на лейбле 20 Buck Spin состоялся выход третьего полноформатного альбома, получившего название Funeral Sanctum. Он был записан и сведён в ноябре 2023 года Эваном Мерски, который уже работал с группой ранее, в Red Lantern Studios. Мастеринг выполнил Дэн Лоундс в студии Resonance Sound. Релиз был хорошо принят критиками. В поддержку альбома в апреле-мае 2024 года Witch Vomit отправилась в тур по США под названием «Funeral Sanctum Tour 2024» совместно с Phobophilic и Mortal Wound.

## Музыкальный стиль
В своём творчестве Witch Vomit совмещают шведский и американский олдскульный дэт-метал. В рецензии на мини-альбом Abhorrent Rapture редакция портала metal.de написала: «мрачные мелодии в духе Dismember сочетаются с безудержной брутальностью Incantation, у которых Witch Vomit также заимствуют мрачные думовые элементы». С выходом последнего полноформатного альбома Funeral Sanctum группа привнесла в свою музыку элементы блэк-метала.

## Состав
Нынешний состав
- Tempter — гитара, вокал (с 2012)
- Filth — ударные (с 2012)
- JG — бас-гитара (с 2014)
- CL — гитара (с 2017)

Бывшие участники
- J.S. — бас-гитара (2012—2013)
- Chelsea Loh — бас-гитара (2019)

## Дискография

### Студийные альбомы
- A Scream from the Tomb Below (2016)
- Buried Deep in a Bottomless Grave (2019)
- Funeral Sanctum (2024)

### EP, демо, синглы
- Drowned in Filth (репетиционная запись, 2012)
- The Webs of Horror (EP, 2014)
- Shadow of Doom (сингл, 2015)
- Poisoned Blood (EP, 2017)
- Abhorrent Rapture (EP, 2021)